# Polské království (1385–1569)
Polské království (polsky Królestwo Polskie, latinsky Regnum Poloniae), byl polský stát vytvořený Krewskou unií nebo Krewským zákonem, kdy bylo Polsko spojeno s Litvou pod vládu jednoho panovníka. Později zvolení panovníci obou států se stali stejnými osobami nebo členy stejné královské rodiny. Unie byla přeměněna v těsnější Lublinskou unii v roce 1569, která byla brzy následována koncem jagelonské dynastie, která vládla Polsku po dvě století a Gediminovskou dynastií, která vládla Litvě 400 let.

## Polské království za vlády Jagellonců
V důsledku vymření polských piastovců, došlo v roce 1385 smlouvou v Krevě ke spojení Polska a Litvy v personální unii, tak byl položen základ budoucímu soustátí Polsko-Litva. Litevský velkokníže Jogaila přijal křesťanství a při křtu obdržel jméno Vladislav. V březnu toho roku se také konala svatba 36letého Jogaila s 12letou Hedvikou a krátce po ní byl Jogailo korunován na polského krále Vladislava II. Jagellonského.

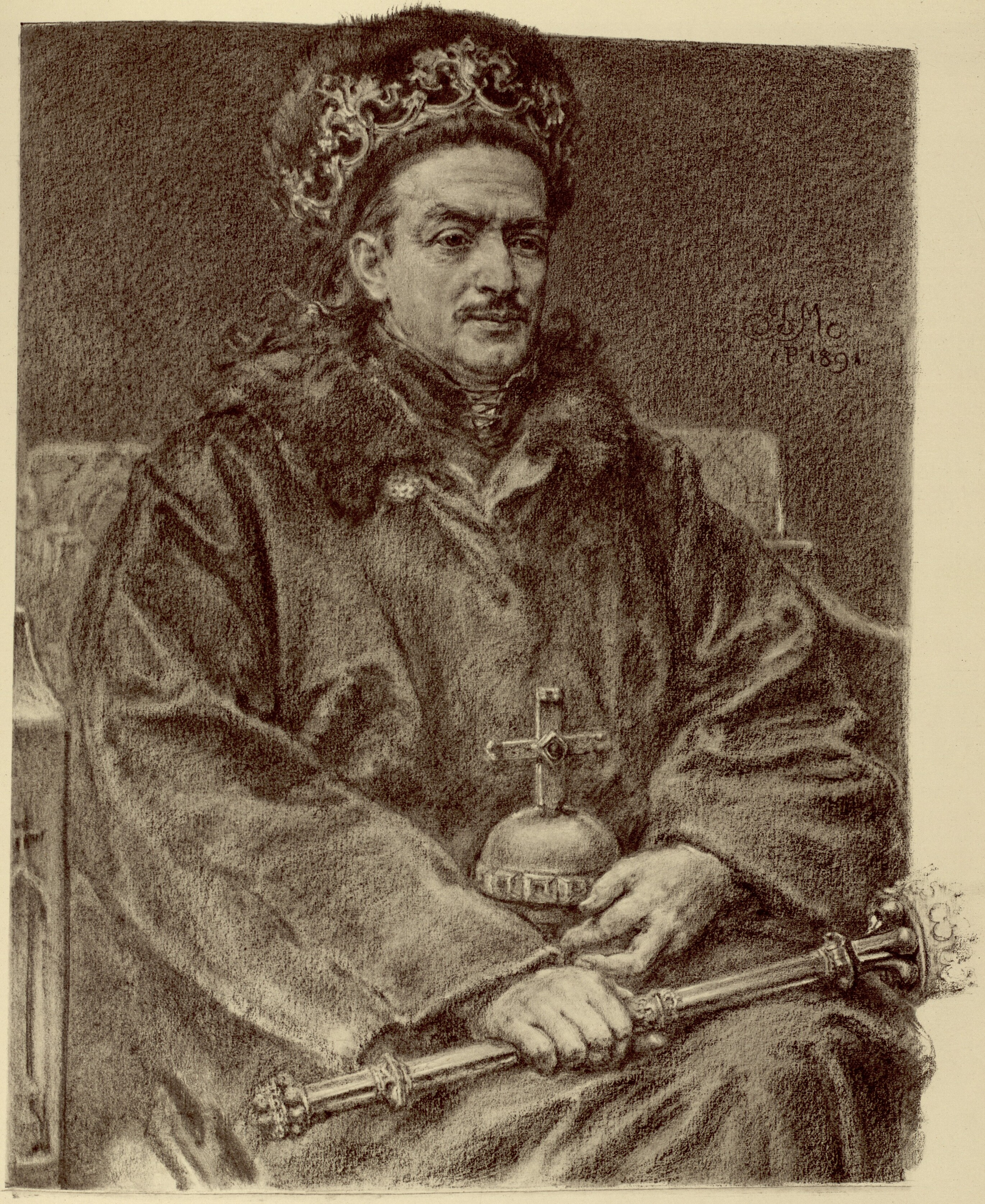
Král a velkokníže Kazimír IV. Jagellonský

Již od konce 14. století se vůči tomuto spojení Polska a Litvy stavěly okolní země, což vyvrcholilo roku 1409 křižáckým tažením, které nakonec skončilo slavným polským vítězstvím v bitvě u Grunwaldu. Svoji pozici si Poláci s Litevci v následujícím období uhájili i vůči římskému králi Zikmundu Lucemburskému. Po smrti Vladislava v roce 1434 zvolila polská šlechta králem jeho desetiletého syna Vladislava III. Ten se zaměřil na získání Uher, což se mu roku 1440 po dynastické stránce podařilo. Posléze bojoval proti Turkům a již roku 1444 jako dvacetiletý padl v bitvě u Varny.
Po jeho smrti došlo k zmatkům a sporům, z nichž vyšel vítězně mladší bratr Vladislava III., Kazimír. Ten v roce 1466 uzavřel jako Kazimír IV. Jagellonský po třináctileté válce druhý toruňský mír s Řádem německých rytířů, jímž získal západní část pruského území, kterému se od té doby říkalo Královské Prusko (a symbolicky byl územím nutným pro titul pruského krále). Jeho syn Vladislav Jagellonský, který se roku 1471 stal českým a roku 1491 králem uherským, rozšířil rodové Jagellonské državy na území velké části Evropy, které se táhly od Baltského k Černému moři. Po smrti Kazimíra IV. Jagellonského se na polském trůně vystřídali postupně jeho tři synové, kteří vedli v první polovině 16. století tři války s moskevským knížectvím, vyplňované dílčími střetnutími s Tatary. Polsku se podařilo vyhnout přímé válce s Turky a navázalo přátelské vztahy s křižáky. Rozbroje, které vznikaly v 15. a v 1. polovině 16. století mezi Polskem a Litvou byly zažehnány roku 1569, kdy byla Litva tzv. lublinskou unií těsněji přičleněna k polskému království.